# Lenpossiólok
Lenpossiólok (en rus: Ленпосёлок) és un poble (un possiólok) del krai de Stàvropol, a Rússia, que en el cens del 2010 no tenia cap habitant. Pertany al districte rural de Kurskaia.